# Zofingen
Zofingen (gsw. Zofige; fr. Zofingue) – miasto i gmina (niem. Einwohnergemeinde) w Szwajcarii, w kantonie Argowia, siedziba administracyjna okręgu Zofingen. Liczy 12 453 mieszkańców (31 grudnia 2022). Leży nad rzeką Wigger. 1 stycznia 2002 do miasta przyłączono gminę Mühlethal.  
Miejscowość założona została w 1201 roku.

## Linki zewnętrzne

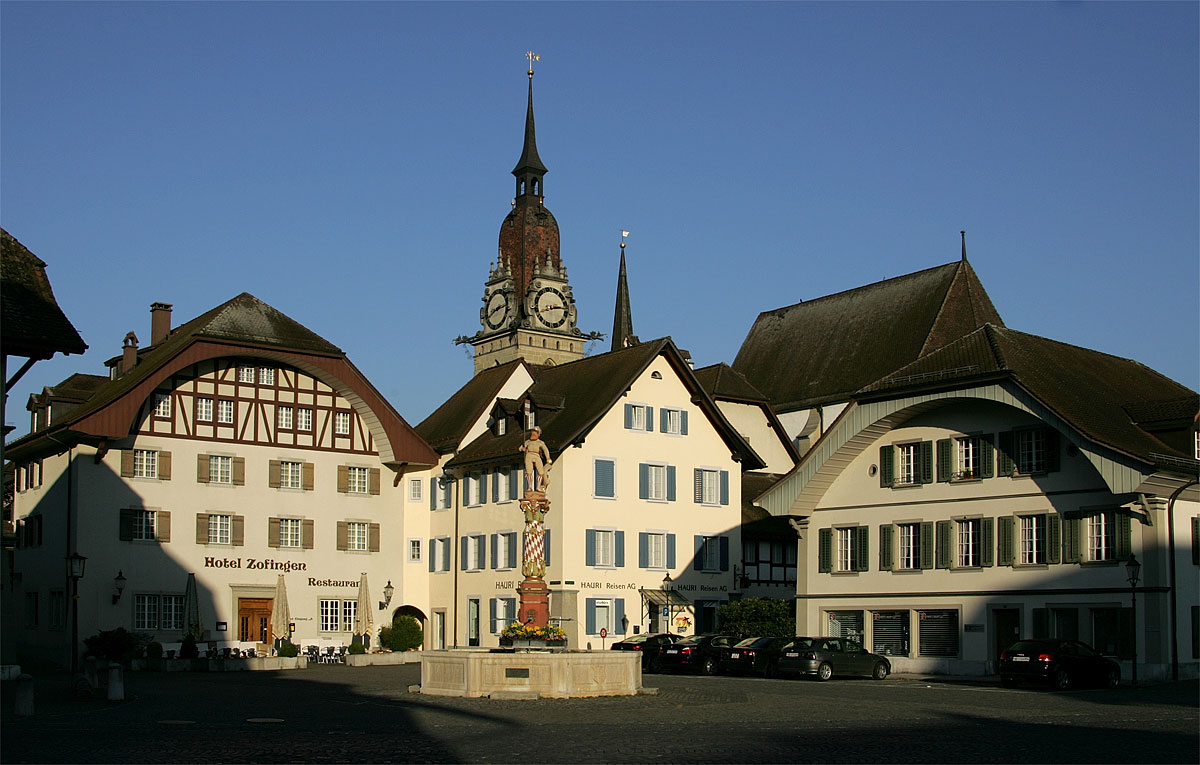
Plac Niklaus-Thut-Platz

## Zabytki
- kościół farny

## Urodzeni w Zofingen
- Erich von Däniken, pisarz
- Eva Aeppli, artystka